# 南康軍
南康军，中国宋朝的军。
北宋太平兴国七年（982年），分割洪州、江州设置南康军，治所在星子县（今江西省庐山市）。下辖星子、建昌、都昌三县。包括今江西省庐山市、永修县、都昌县等地。元朝至元十四年（1277年），改为南康路，明朝洪武年间改为西宁府、南康府。